# معتمدية بني خلاد
معتمدية بني خلاد إحدى معتمديات الجمهورية التونسية، تابعة لولاية نابل.يبلغ عدد سكان المعتمدية 37964 ساكنا سنة 2014.

## معطيات عامة
- عدد السكان : 37964 ساكنا
- المساحة : 11138 هك
- البلديات : بني خلاد، زاوية الجديدي.
- العمادات : بني خلاد الجوفية، بني خلاد القبلية، بني خلاد الشرقية، زاوية الجديدي، القبة الكبيرة، بئر دراسن.
- من أكثر المدن انحصارا في الوطن القبلي، حيث لا تملك أي منفذ للبحر ولكنّ حدائقها وبساتينها المنهمرة والعطرة تجعل منها مرفأ أخضر تتنافس فيه المساحات السّقوية مع بساتين غراسة القوارص بشتى أنواعها وغيرها من الأشجار المثمرة.
- بني خلاّد مدينة نشطة تحتلّ فيها الفلاحة مكانة مرموقة سواء من حيث التنوّع (خضر، ثمار، كروم، قوارص …) ومن حيث الحركيـّة التي تؤمـّنها 13 شركة إحياء وتـنمية فلاحيـّة ووحدات للصّناعات الغـذائية ووحدات للـّف (6 وحدات) و3 وحدات لتكييف التـّمور المعدّ للتـّصدير، في حين يتـّسم النـّشاط الصّناعي والخدماتي بشيء من التواضع ويتوزّع بين القطاع الميكانيكي والكهربائي (5 وحدات) وقطاع الملابس الجاهزة (10 وحدة ) ولعلّ مركّب “بوش” بالمدخل الجنوبي للمدينة، هو الأكثر أهميّة.
- ولئن كان النـّشاط السياحي غائبا في هذه المنطقة فإنـّها مع ذلك مؤهّلة لاحتضان سياحة بيئيّة متميّزة وذلك لما تتمتع به المنطقة من مسالك بين البساتين الغنـّاء والصالحة لتنزه محبي الفسحة بين الحقول.
- ولعلّ انتصاب تجار الجملة للقوارص على طول الطرق الرئيسية بين البساتين يشكل حركية للتعرف على أنماط القوارص التي أدخلت عليها أكثر من عشرين صنف جديد.
- وإجمالا، تبقى مدينة بني خلاّد مفتوحة على مزيد من الاستثمارات في فلاحة القوارص والفلاحة البيولوجيّة، إضافة إلى الصناعات الغذائيّة التي ستدعم ببعث المنطقة الصناعية الجديدة خلال المخطط الحالي.
- السّوق الأسبوعية : يوم السّبت.

## المناطق
تضم معتمدية بني خلاد 6مناطق وهيا:
- بني خلاد الجوفية
- بني خلاد القبلية
- بني خلاد الشرقية
- زاوية الجديدي
- القبة الكبيرة
- بئر دراسن